# Szent Edit
Wiltoni Szent Edit, néhol Edith, óangol nyelven Eadgyth, latinul pedig Ediva, Editha (Kemsing, 961. – Wilton Abbey, 984. szeptember 15.) középkori királylány, szentként tisztelt apáca.
I. Edgár angol király és Vilfréda királyné gyermekeként született. Jámbor édesanyja kolostorban neveltette, ahol Edit hamar nagy szentség hírébe jutott. A korabeli krónika szerintː „inkább kerülte, mint elhagyta a világot”. Fiatalon, mindössze 23 éves korában hunyt el, és tiszteletének elterjesztése érdekében sokat tett kortársa, Szent Dunstan püspök. Ünnepnapját szeptember 16-án üli az egyház.